# Nannobrachium cuprarium
Nannobrachium cuprarium és una espècie de peix de la família dels mictòfids i de l'ordre dels mictofiformes.

## Morfologia
- Els mascles poden assolir 7,9 cm de longitud total.
- Nombre de vèrtebres: 32-34.[4][5]

## Alimentació
Menja amfípodes, copèpodes, ostracodes i eufausiacis (larves i adults).

## Hàbitat
És un peix marí i d'aigües profundes que viu entre 40-1.000 m de fondària.

## Distribució geogràfica
Es troba a l'Atlàntic.